# Чичиркозівська сільська рада
Чичирко́зівська сільська́ ра́да — адміністративно-територіальна одиниця та орган місцевого самоврядування у Звенигородському районі Черкаської області. Адміністративний центр — село Чичиркозівка.

## Загальні відомості
- Населення ради: 674 особи (станом на 2001 рік)

## Населені пункти
Сільській раді підпорядковані населені пункти:
- с. Чичиркозівка

## Склад ради
Рада складається з 12 депутатів та голови.
- Голова ради: Єлєтіна Марія Дмитрівна

### Керівний склад попередніх скликань
| Прізвище, ім'я, по батькові | Основні відомості                                                                       | Дата обрання | Дата звільнення |
| --------------------------- | --------------------------------------------------------------------------------------- | ------------ | --------------- |
| Єлетіна Марія Дмитрівна     | Сільський голова, 1956 року народження, член Соціалістичної партії України              | 26.03.2006   | 31.10.2010      |
| Єлєтіна Марія Дмитрівна     | Сільський голова, 1956 року народження, освіта середня спеціальна, член Партії регіонів | 31.10.2010   |                 |

Примітка: таблиця складена за даними сайту Верховної Ради України

### Депутати
За результатами місцевих виборів 2010 року депутатами ради стали:

#### За суб'єктами висування
| Суб'єкт висування | Кількість обраних депутатів | %    |
| ----------------- | --------------------------- | ---- |
| Самовисування     | 8                           | 66,7 |
| Партія регіонів   | 4                           | 33,3 |

#### За округами
| № округу        | Прізвище, ім'я, по батькові       | Дата визнання обраним | Освіта             | Партійна приналежність | Відомості про обраного депутата        |
| --------------- | --------------------------------- | --------------------- | ------------------ | ---------------------- | -------------------------------------- |
| Партія регіонів |                                   |                       |                    |                        |                                        |
| 3               | Боротинський Анатолій Миколайович | 04.11.2010            | середня спеціальна | член Партії регіонів   | Чичиркозівський НВК, вчитель           |
| 4               | Боротинська Ніна Федорівна        | 04.11.2010            | середня спеціальна | член Партії регіонів   | Чичиркозівський НВК, вчитель           |
| 5               | Лисогор Валентина Олексіївна      | 04.11.2010            | середня спеціальна | член Партії регіонів   | Чичиркозівський НВК, вчитель           |
| 7               | Гречко Оксана Михайлівна          | 04.11.2010            | вища               | член Партії регіонів   | тимчасово не працює                    |
| Самовисування   |                                   |                       |                    |                        |                                        |
| 1               | Рудиус Олександр Миколайович      | 04.11.2010            | середня спеціальна | позапартійний          | пенсіонер                              |
| 2               | Черненко Аліна Василівна          | 04.11.2010            | середня спеціальна | член Партії регіонів   | Продуктовий магазин, продавець         |
| 6               | Попович Надія Олексіївна          | 04.11.2010            | середня            | позапартійна           | Продуктовий магазин, продавець         |
| 8               | Бардадим Алла Валеріївна          | 04.11.2010            | вища               | член Партії регіонів   | тимчасово не працює                    |
| 9               | Олійник Віра Іванівна             | 04.11.2010            | середня спеціальна | член Партії регіонів   | тимчасово не працює                    |
| 10              | Матвієвська Олена Петрівна        | 04.11.2010            | вища               | член Партії регіонів   | Чичиркозівська сільська рада, секретар |
| 11              | Чередніченко Тетяна Анатоліївна   | 04.11.2010            | середня            | член Партії регіонів   | тимчасово не працює                    |
| 12              | Шпак Аліна Григорівна             | 04.11.2010            | середня спеціальна | член Партії регіонів   | Чичиркозівський СБК, завідувачка       |